# Chorobate

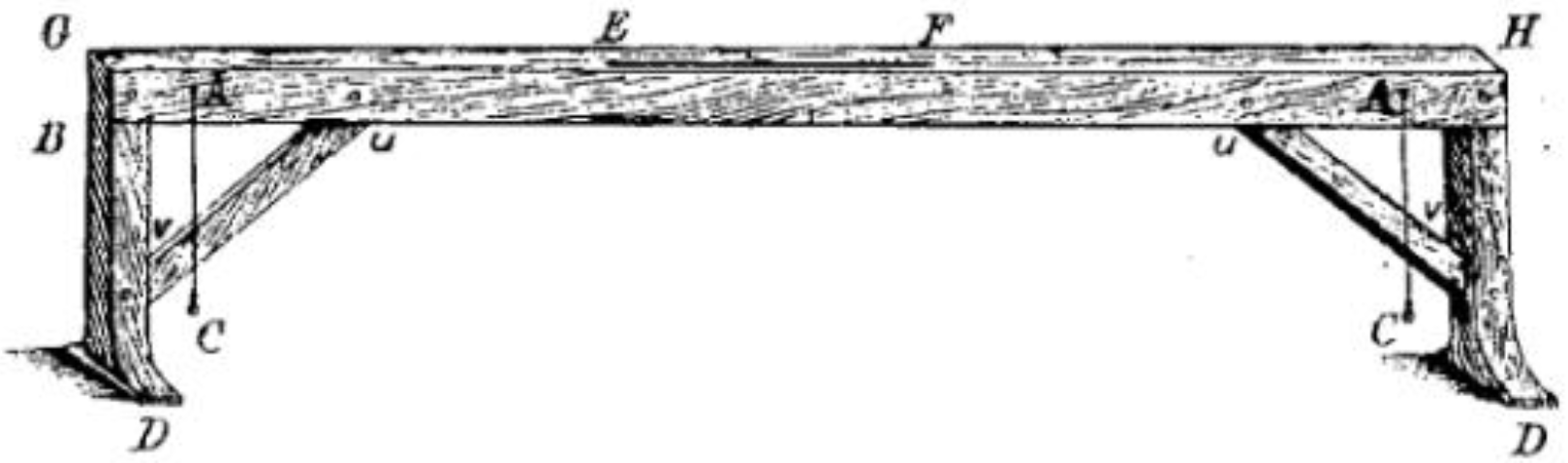
Reconstitution par Isaac Newton du chorobate romain

Le chorobate est un outil de vérification des niveaux utilisé pendant et après l'époque romaine, notamment pour la construction d'aqueducs.
Il s'agissait d'une règle dans laquelle était creusée une rainure que l'arpenteur remplissait d'eau. À chaque extrémité de la règle, un fil à plomb permettait de matérialiser la verticale, donc l'horizontalité de la visée. En inclinant la règle, un simple contrôle visuel permettait d'apprécier l'écoulement de l'eau dans la rainure. De cette observation, il était possible de déduire la pente à donner à l'aqueduc pour garantir à l'ouvrage le même écoulement.
Le chorobate était équipée de deux œilletons de visée à chaque extrémité de la règle. L'espace entre ces deux œilletons définissait la précision de la mesure ; les règles avaient en général une longueur de 20 pieds, soit environ 6 mètres. Lorsque le vent interdisait l'usage des fils à plomb pour le réglage, on utilisait la rainure supérieure que l'on remplissait d'eau pour définir le niveau de l'appareil.

## Autres instruments similaires
- le niveau à bulle ;
- le niveau à eau.